# Wendlandia oligantha
Wendlandia oligantha är en måreväxtart som beskrevs av Wei Chiu Chen. Wendlandia oligantha ingår i släktet Wendlandia och familjen måreväxter. Inga underarter finns listade i Catalogue of Life.